# Galeria (serial telewizyjny)
Galeria – polski serial obyczajowy, emitowany od 30 stycznia 2012 do 12 czerwca 2014 na antenie TVP1 oparty na włoskiej telenoweli CentoVetrine.

## Fabuła
Główną bohaterką serialu była Karolina (Magdalena Turczeniewicz), która po kilku latach powróciła z Włoch do Polski z zamiarem otwarcia własnego sklepu w centrum handlowym. Fabuła serialu dotyczyła trzech rodzin: Woydattów, Kossowskich i Dworzaków.

## Obsada
| Aktor                   | Rola                   | Okres występowania |
| ----------------------- | ---------------------- | ------------------ |
| Magdalena Turczeniewicz | Karolina Jabłońska     | 2012, 2014         |
| Bartosz Porczyk         | Adam Wysocki           | 2012, 2014         |
| Tomasz Dedek            | Tadeusz Woydatt        | 2012, 2014         |
| Julia Pietrucha         | Anita Woydatt          | 2012, 2014         |
| Marek Kalita            | Wiktor Kossowski       | 2012, 2014         |
| Paulina Chapko          | Katarzyna Kossowska    | 2012, 2014         |
| Błażej Michalski        | Fryderyk Kossowski     | 2012, 2014         |
| Andrzej Deskur          | Jerzy Kossowski        | 2012, 2014         |
| Joanna Orleańska        | Róża Kossowska         | 2012, 2014         |
| Marek Frąckowiak        | Hubert Dworzak         | 2012, 2014         |
| Matylda Kawczak         | Małgorzata Dworzak     | 2012, 2014         |
| Karolina Piechota       | Olga Kalita            | 2012, 2014         |
| Szymon Piotr Warszawski | Kacper Wojnicki        | 2012, 2014         |
| Włodzimierz Adamski     | mecenas Karwowski      | 2012, 2014         |
| Piotr Więcławski        | Pinokio                | 2012, 2014         |
| Olga Borys              | Beata Rosiak           | 2012, 2014         |
| Paulina Raczyło         | Weronika               | 2012, 2014         |
| Rafał Cieszyński        | Michał Loren           | 2012, 2014         |
| Dominik Rybiałek        | Patryk Loren           | 2012, 2014         |
| Jakub Wróblewski        | Sebastian              | 2012, 2014         |
| Teresa Kwiatkowska      | pani Jadzia            | 2012, 2014         |
| Łukasz Garlicki         | Waldek                 | 2012, 2014         |
| Karolina Głąb           | Agata                  | 2012, 2014         |
| Magdalena Emilianowicz  | Ula                    | 2012, 2014         |
| Olga Kalicka            | Joasia                 | 2012, 2014         |
| Dariusz Jakubowski      | Henryk Wojnicki        | 2012               |
| Bożena Stachura         | Brygida Borysiuk       | 2012               |
| Elżbieta Gruca          | Nela                   | 2012               |
| Rafał Kwietniewski      | Marian                 | 2012               |
| Michał Kitliński        | Roman                  | 2012               |
| Beata Kawka             | Renata Wojnicka        | 2012               |
| Marcel Borowiec         | Max                    | 2012               |
| Bartosz Picher          | Krzysztof              | 2012               |
| Anna Komorowska         | Hanna Jankowska        | 2012               |
| Jarosław Boberek        | policjant Adam Walczak | 2012               |
| Lech Dyblik             | więzień Partyzant      | 2012               |
| Waldemar Kasta          | więzień Żwirek         | 2012               |
| Edward Kalisz           | mecenas Sandrowski     | 2012               |
| Adam Hutyra             | Stankiewicz            | 2012               |
| Ewa Bobrowska           | Arleta                 | 2012               |
| Sebastian Stankiewicz   | Znachor                | 2012               |
| Grażyna Wolszczak       | Barbara Jabłońska      | 2012               |
| Małgorzata Gadecka      | gosposia Joanna        | 2012               |
| Milena Suszyńska        | Nikola                 | 2012               |
| Aneta Zając             | Mariola Rataj          | 2012               |
| Ewa Bukowska            | Laura Kossowska        | 2012               |
| Marta Zięba             | Mira                   | 2012               |
| Dariusz Wiktorowicz     | Gary                   | 2012               |
| Maciej Wojdyła          | Paweł Dworzak          | 2012               |
| Marek Siudym            | komendant Zawadzki     | 2012               |
| Monika Mazur            | Agnieszka              | 2012               |

## Spis serii
| Seria | Seria | Sezon       | Odcinki      | Premiera serii   | Finał serii     | Pora emisji                 | Średnia oglądalność |
| ----- | ----- | ----------- | ------------ | ---------------- | --------------- | --------------------------- | ------------------- |
|       | 1.    | wiosna 2012 | 1–94 (94)    | 30 stycznia 2012 | 9 czerwca 2012  | poniedziałek–piątek 17.25   | 2 106 615           |
|       | 2.    | jesień 2012 | 95–145 (51)  | 24 września 2012 | 20 grudnia 2012 | poniedziałek–czwartek 18.45 | 1 826 017           |
|       | 3.    | wiosna 2014 | 146–175 (30) | 3 stycznia 2014  | 12 czerwca 2014 | piątek 17.55                | bd.                 |

## Produkcja
Zdjęcia do pierwszej serii Galerii, składającej się z 94 odcinków, rozpoczęły się w listopadzie 2011 roku we Wrocławiu. W czerwcu 2012 TVP ogłosiła, że emisja Galerii zostanie zakończona po pierwszej serii ze względu na niską oglądalność. Po wakacjach 2012 w zamian miał być emitowany nowy serial autorstwa Ilony Łepkowskiej Wszystko przed nami. 
Pomimo zapowiadanych zmian Galeria została jednak przedłużona o drugą serię, liczącą 51 odcinków. Zdjęcia do niej rozpoczęły się w sierpniu 2012, a emisja nowych odcinków rozpoczęła się 24 września tego samego roku. 
Produkcja trzeciej serii mimo braku pisemnej umowy producenta z nadawcą rozpoczęła się w listopadzie 2012. Emisja trzeciej transzy odcinków zaplanowana była od 28 stycznia 2013. Producent rozpoczął akcje promujące emisję trzeciej serii, opublikowano omówienia kolejnych odcinków w prasie i serwisach telewizyjnych, udostępniono osiem z nich w serwisie VOD, lecz przed wyznaczoną datą premiery telewizyjnej TVP podjęła decyzję o rezygnacji z emisji. Między stronami doszło do sporu prawnego. Umowa pomiędzy TVP i ATM Grupą ws. trzeciej serii została ostatecznie podpisana 18 września 2013. 30 odcinków tej serii zrealizowano na przełomie lat 2012/2013, a zostały wyemitowane dopiero w 2014 roku.